# Nemapogon scholzi
Nemapogon scholzi är en fjärilsart som beskrevs av Reinhard Sutter 2000. Nemapogon scholzi ingår i släktet Nemapogon och familjen äkta malar.
Artens utbredningsområde är Grekland. Inga underarter finns listade i Catalogue of Life.